# Абгадж
Абгадж (дари آب گج) — кишлак на северо-востоке Афганистана, в вилаяте (провинции) Бадахшан. Входит в состав района Вахан.

## Географическое положение
Абгадж расположен на северо-востоке Бадахшана, в высокогорной местности, на левом берегу реки Вахандарьи, на расстоянии приблизительно 186 километров к востоку от города Файзабада, административного центра вилаята. Абсолютная высота — 3056 метров над уровнем моря. Ближайшие населённые пункты — кишлак Карабар (на противоположном берегу Вахандарьи), кишлак Суст (выше по течению Вахандарьи), кишлак Госхон (ниже по течению Вахандарьи).

## Население
На 2003 год население составляло 487 человек (258 мужчин и 229 женщин). Дети в возрасте до 15 лет составляли 44 % от общего количества жителей кишлака. В национальном составе преобладают ваханцы.